# Los Barrios (ort i Spanien)
Los Barrios är en ort i Spanien.   Den ligger i provinsen Provincia de Cádiz och regionen Andalusien, i den södra delen av landet, 500 km söder om huvudstaden Madrid. Los Barrios ligger 23 meter över havet och antalet invånare är 22 311.
Terrängen runt Los Barrios är kuperad västerut, men österut är den platt.  Närmaste större samhälle är Algeciras, 6,8 km sydost om Los Barrios. Trakten runt Los Barrios består till största delen av jordbruksmark.